# Type Junsen
Le Type Junsen (巡潜型潜水艦, "巡洋潜水艦", Junsen-gata sensuikan) est un type de "croiseurs sous-marins" en service dans la marine impériale japonaise pendant la Seconde Guerre mondiale.

## Variantes
Les sous-marins de Type Junsen ont été divisés en quatre sous-classes:
- Junsen I (巡潜一型（伊一型）, Junsen 1-gata, classe I-1?)
- Junsen I Mod. (巡潜一型改（伊五型）, Junsen 1-gata Kai, classe I-5?)
- Junsen II (巡潜二型（伊六型）, Junsen 2-gata, classe I-6?)
- Junsen III (巡潜三型（伊七型）, Junsen 3-gata, classe I-7?).

### Junsen I(classeI-1)

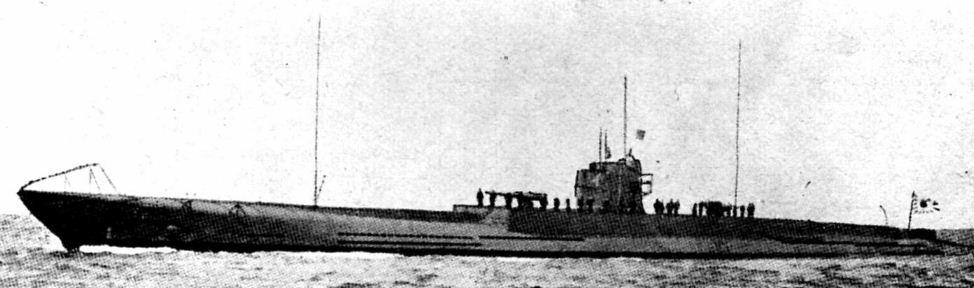
LI-1 en 1930.

Quatre submersibles ont été construits en 1923-1929. La généalogie du sous-marin de gros tonnage dans la marine japonaise débuta avec l'U-142, lorsque le Japon reçut au titre de réparation de guerre six sous-marins allemands datant de la Première Guerre mondiale. La marine japonaise se basa du design du U-125 pour la conception de la classe I-21. N'ayant pu trouver une conception optimale pour les futurs sous-marin de la flotte, la société Kawasaki Heavy Industries envoya de nombreux officiers techniques au Royaume-Uni et en Allemagne afin d'obtenir des plans de sous-marins avancés. Ainsi, la classe L britannique devint la Kaidai I, la classe K devint la Kaidai II et l'U-142 devint Junsen I.
| Nom | Constructeur                      | Pose de la quille | Lancement  | Mise en service | Fait                                                                                 |
| I-1 | Kawasaki Shipbuilding Corporation | 12-03-1923        | 15-10-1924 | 10-03-1926      | Coulé par les HMNZS Moa (en) et HMNZS Kiwi (en) à Guadalcanal le 29-01-1943.         |
| I-2 | Kawasaki Shipbuilding Corporation | 06-08-1923        | 23-02-1925 | 24-07-1926      | Coulé par l'USS Saufley au nord de Rabaul (2° 17′ S, 149° 14′ E) le 07-04-1944.      |
| I-3 | Kawasaki Shipbuilding Corporation | 01-11-1924        | 08-06-1925 | 30-11-1926      | Coulé par l'USS PT-59 à Kamimbo le 09-12-1942.                                       |
| I-4 | Kawasaki Shipbuilding Corporation | 17-04-1926        | 22-05-1928 | 24-12-1929      | Coulé par l'USS Seadragon au sud-est de Rabaul (5° 02′ S, 152° 33′ E) le 20-12-1942. |

### Junsen I Mod.(classeI-5)

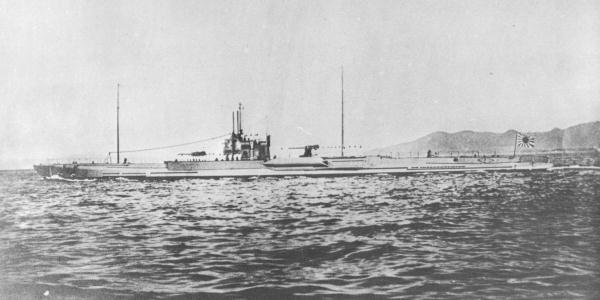
LI-5 en 1932.

La conception est identique à la sous-classe précédente, seul l'hydravion a été ajouté.
| Nom | Constructeur                      | Pose de la quille | Lancement  | Mise en service | Fait                                                                           |
| I-5 | Kawasaki Shipbuilding Corporation | 30-10-1929        | 19-06-1931 | 31-07-1932      | Coulé par l'USS Wyman à l'est de Saipan (13° 01′ N, 151° 58′ E) le 19-07-1944. |

### Junsen II(classeI-6)

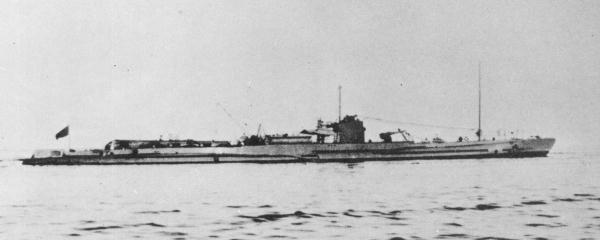
LI-6 en 1935.

Numéro de projet S32. Seule une catapulte est ajoutée par rapport à la sous-classe précédente. Elle fut construite en 1931 dans le cadre du programme Maru 1.
| Nom | Constructeur                            | Pose de la quille | Lancement  | Mise en service | Fait                                                                            |
| I-6 | Kawasaki Shipbuilding Corporation, Kobe | 14-10-1932        | 31-03-1934 | 15-05-1935      | Perdu dans un accident ou coulé par des attaques ennemies, après le 30-06-1944. |

### Junsen III(classeI-7)

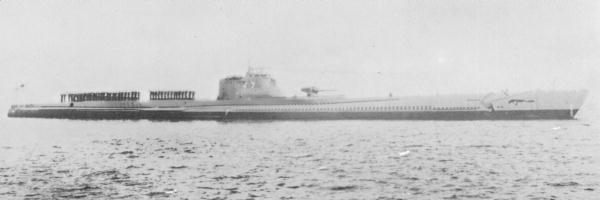
LI-7 en 1937.

Numéro de projet S33. Ces bateaux combinaient les avancées technologiques des sous-classes Junsen II et Kaidai V. Ils ont été construits en 1934 dans le cadre du programme Maru 2. La Junsen III devint un « navire type » pour les futurs classes A, B et C.
| Nom | Constructeur                            | Pose de la quille | Lancement  | Mise en service | Fait                                                                                          |
| I-7 | Arsenal naval de Kure                   | 12-09-1934        | 03-07-1935 | 31-03-1937      | Endommagé par l'USS Monaghan à Kiska le 21-06-1943. Sabordé le 05-07-1943.                    |
| I-8 | Kawasaki Shipbuilding Corporation, Kobe | 11-10-1934        | 20-07-1936 | 05-12-1938      | Coulé par l'USS Stockton au sud-est de l'île d'Okinawa (25° 29′ N, 128° 35′ E) le 31-03-1945. |

## Caractéristiques
| Type                   | Type                   | Junsen I (I-1) | Junsen I Mod. (I-5) | Junsen II (I-6) | Junsen III (I-7) |
| Déplacement            | Surface                | 2 002 tonnes | Identique à Junsen I | 1 930 tonnes | 2 267 tonnes |
| Déplacement            | Plongée                | 2 836 tonnes | Identique à Junsen I | 3 110 tonnes | 3 640 tonnes |
| Longueur (hors-tout)   | Longueur (hors-tout)   | 97,50 mètres | Identique à Junsen I | 98,50 mètres | 109,30 mètres |
| Diamètre               | Diamètre               | 9,22 mètres | Identique à Junsen I | 9,06 mètres | 9,10 mètres |
| Tirant d'eau           | Tirant d'eau           | 4,94 mètres | Identique à Junsen I | 5,31 mètres | 5,26 mètres |
| Hauteur                | Hauteur                | 7,58 mètres | Identique à Junsen I | 7,58 mètres | 7,70 mètres |
| Propulsion             | Propulsion             | 2 × diesels Rauschenbach Mk.2 2 hélices | Identique à Junsen I | 2 × Kampon Mk.1A Model 7 diesels 2 hélices | 2 × Kampon Mk.1A Model 10 diesels 2 hélices |
| Puissance              | Surface                | 6 000 chevaux-vapeur | Identique à Junsen I | 8 000 chevaux-vapeur | 11 200 chevaux-vapeur |
| Puissance              | Plongée                | 2 600 chevaux-vapeur | Identique à Junsen I | 2 600 chevaux-vapeur | 2 800 chevaux-vapeur |
| Vitesse                | Surface                | 18,8 nœuds (35 km/h) | Identique à Junsen I | 20,0 nœuds (37 km/h) | 23,0 nœuds (43 km/h) |
| Vitesse                | Plongée                | 8,1 nœuds (15 km/h) | Identique à Junsen I | 7,5 nœuds (14 km/h) | 8,0 nœuds (15 km/h) |
| Rayon d'action         | Surface                | 24 400 milles marins (45 200 km) à 10 nœuds (19 km/h) | Identique à Junsen I | 20 000 milles marins (37 000 km) à 10 nœuds (19 km/h) | 14 000 milles marins (25 900 km) à 16 nœuds (30 km/h) |
| Rayon d'action         | Plongée                | 60 milles marins (100 km) à 3 nœuds (6 km/h) | Identique à Junsen I | 65 milles marins (100 km) à 3 nœuds (6 km/h) | 80 milles marins (100 km) à 3 nœuds (6 km/h) |
| Immersion              | Immersion              | 75 mètres | Identique à Junsen I | 80 mètres | 100 mètres |
| Carburant              | Carburant              | 545 tonnes | 580 tonnes | 580 tonnes | 800 tonnes |
| Équipage               | Équipage               | 75 | 75 | 80 | 100 |
| Armement (initial)     | Armement (initial)     | • 6 × tubes lance-torpilles de 533 mm (4 × avant, 2 × arrière) • 22 × torpilles Type 89 • 2 × canons de 14 cm/40 Type 11e année • 1 × mitrailleuse de 77 mm | • 6 × tubes lance-torpilles de 533 mm (4 × avant, 2 × arrière) • 20 × torpilles Type 89 • 2 × canons de 12,7 cm/40 Type 88 • 1 × mitrailleuse de 77 mm | • 6 × tubes lance-torpilles de 533 mm (4 × avant, 2 × arrière) • 17 × torpilles Type 89 • 1 × canon de 12,7 cm/40 Type 88 • 1 × mitrailleuse de 13,2 mm Type 93 | • 6 × tubes lance-torpilles de 533 mm (6 × avant) • 20 × torpilles Type 89 • 2 × canons de 14 cm/40 Type 11e année • 2 × mitrailleuses de 13,2 mm Type 93 |
| Avion et installations | Avion et installations | Aucun | • Hangar • 1 × hydravion Yokosuka E6Y1 | • Catapulte et hangar • 1 × hydravion Yokosuka E6Y1 | • Catapulte et hangar • 1 × hydravion Watanabe E9W1 Slim                                                                                                  |